# Акти Віленської Археографічної комісії

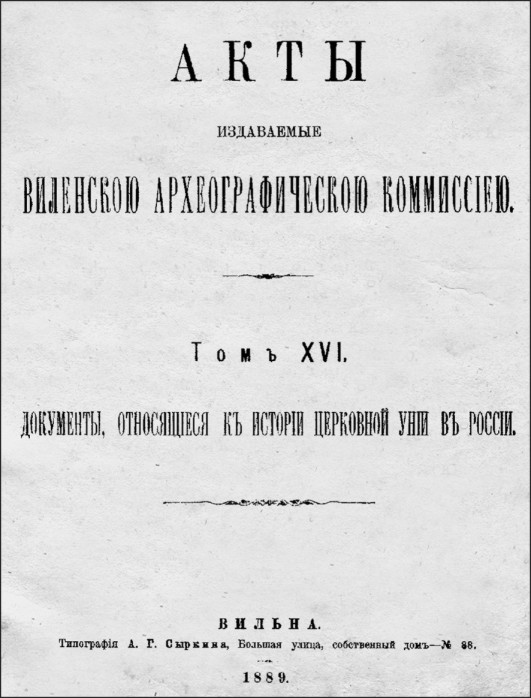
Обкладинка

Акти Віленської Археографічної комісії (рос. Акты Виленской Археографической комиссии; 38 томів, 1865 — 1915) — збірка історичних документів з політичної та економічної історії Литви та Білорусі з фондів Віленського центрального архіву та архівів північно-західних губерній Російської імперії. Охоплює актовий матеріал та інші джерела з історії Великого князівства Литовського й суміжних з ним володінь за 1387—1710. Є цінним джерелом для дослідження історії Литви, Білорусі та литовсько-польської доби в Україні.
Документи підібрані за формальною ознакою. Томи 1, 2, 9, 17, 18, 21, 22 містять матеріали земських та повітових судів. Ці матеріали висвітлюють різні аспекти історії Литви 15-18 століть — стан землеробства, скотарства та промислів, правове положення селян у великокнязівських, приватних та церковних володіннях, соціальне розшарування, повинності тощо. В 35 та 38 томах опубліковані інвентарні списки староств, маєтків та сіл за XVIII століття. Томи 3-8, 23-24, 26-28, 30, 32, 36 містять матеріали міських судів та магістратів Мінська, Гродно, Вільнюса, Бреста та інших, в яких є відомості про міське самоврядування, положення різних прошарків населення, стан ремесел і торгівлі, економічні зв’язки міст тощо. Окремі томи присвячені Унії (16), війні Польщі й Росії за Україну в 1654-1667 (34), війні 1812 року (35) та іншим темам.